# Индикаторный контроль ударов
Индикаторный контроль ударов — метод защиты качества готовой продукции (предотвращение повреждений в процессе хранения и транспортировки) и экспресс контроля качества (скрытых механических повреждений). Метод заключается в установке специальных средств регистрации критических ускорений на транспортируемый или хранящийся на складе товар или его упаковку. Современные средства контроля позволяют выявить вектор, силу и время удара.

## Индикаторы
Контрольным элементом индикатора служит оранжевый магнит, который при достижении порогового значения ускорения попадает на видимую часть шкалы и фиксируется на ней. В рабочее положение индикатор приводится с помощью специального ключа.